# Leki Lenhart
Die Leki Lenhart GmbH (Eigenschreibweise LEKI) ist ein deutsches Unternehmen, das auf die Produktion von Sportausrüstung spezialisiert ist. Sitz des Unternehmens ist das baden-württembergische Kirchheim unter Teck. Das Unternehmen wird kontrolliert von der SCHE 13 Verwaltungsgesellschaft mbH in Frankfurt am Main.

## Geschichte
Der heutige Produzent für Sportartikel entstand aus dem 1948 in Dettingen unter Teck gegründeten Holzverarbeitungsbetrieb von Karl Lenhart, der Schriftzüge aus Holz für verschiedene Gewerbe erzeugte. Dann stellte der Inhaber das Produktionsspektrum auf Griffe und Schneeteller für Skistöcke um; die Produktion ging in den 1960er Jahren in Serienfertigung über. Aus Aluminium und Verbundwerkstoffen fertigte er später Skistöcke an und begann sie 1970 unter dem Markennamen Leki zu vertreiben. Klaus Lenhart (* 1. Mai 1955; † 30. April 2012), der jüngste Sohn des Gründers, wurde im Alter von 19 Jahren in die Geschäftsführung berufen. Ab 1984 hatte Klaus Lenhart (zunächst zusammen mit seiner Ehefrau) die alleinige Geschäftsführung inne. Nach dem tödlichen Unfall von Klaus Lenhart (s. u.) übernahm dessen Ehefrau Waltraud Lenhart im Sommer 2012 die Geschäftsführung, die sie bis zu ihrem Tod am 17. April 2021 innehatte. Neben Ski-, Langlauf- und teleskopierbaren Trekkingstöcken sind auch Zubehör für Skirennen, Handschuhe und Nordic-Walking-Stöcke im Angebot. 1993 begann die Fertigung von Langlaufstöcken. Im selben Jahr ging die neue Produktionsstätte in Tachov in Tschechien in Betrieb. Laut eigenen Angaben ist diese die weltgrößte Skistockfertigungsanlage. Die Fertigung in Deutschland wurde aufgegeben. 1997 erfolgte die Umfirmierung in Leki Lenhart GmbH. Der Name Leki steht für Lenhart in Kirchheim. 2010 erzielte das Unternehmen einen Umsatz von 40 Mio. Euro.

## Produkte
Leki ist Hersteller von Ski-, Wander- und Trekking- sowie Skatingstöcken. In diesem Produktbereich hat das Unternehmen seit den 1980er Jahren zahlreiche Patente angemeldet. Leki wird in diesem Bereich oft als Weltmarktführer bezeichnet. Außerdem produziert das Unternehmen Sommer- und Winterhandschuhe.
Die Stöcke werden ausschließlich in Tschechien, die Handschuhe in Asien hergestellt.

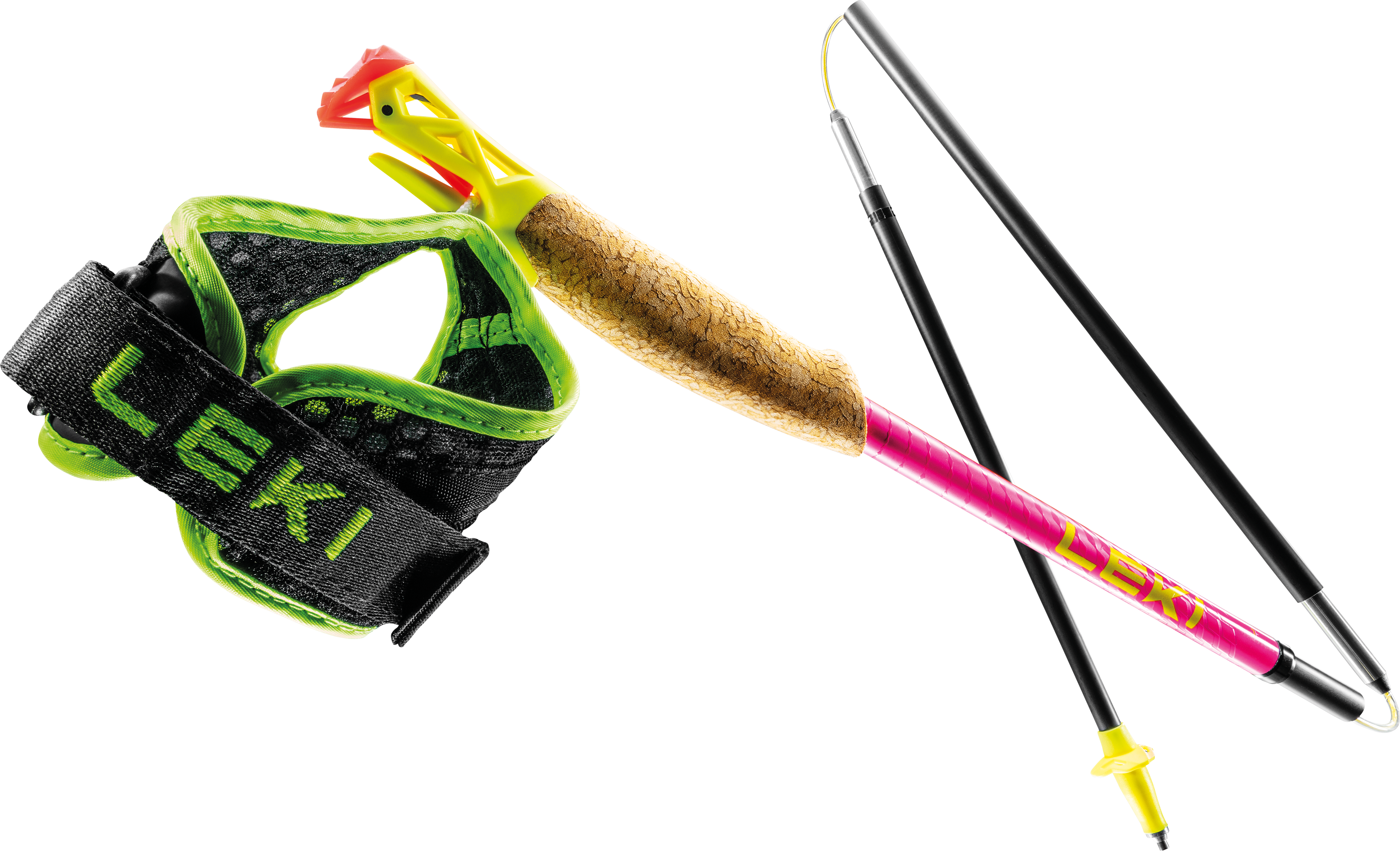
Trailrunningstock Ultratrail FX.One Superlite

## Sonstiges
- Das Unternehmen ist Sponsor zahlreicher Spitzenathleten vor allem im Wintersport sowie Ausrüster des Deutschen Skiverbands,[14][15] des schwedischen Biathlonverbands[16] und des Schweizer Skiverbandes Swiss-Ski.[17]
- Gemeinsam mit den Schuhherstellern Lowa und Meindl sowie mit dem Rucksackproduzenten Deuter gründete  Leki einen Verbund, der aufeinander abgestimmte Ausrüstung für sportliches Wandern (Speed Hiking) anbietet.[18]
- Am 30. April 2012 kam der Geschäftsführer Klaus Lenhart beim Absturz mit seinem Kunstflugzeug vom Typ Extra 300L bei Kirchheim unter Teck ums Leben. Lenhart war seit 1998 Motorkunstflieger und unter anderem 2009 Deutscher Meister in der Motorkunstflugklasse „Advanced“. Der 24 Jahre alte Pilot der zweisitzigen Maschine überlebte den Absturz schwer verletzt.[19]